# Месен, Альваро
Альваро Месен Мурильо (исп. Álvaro Mesén Murillo; род. 24 декабря 1972, Алахуэла) — коста-риканский футболист, вратарь.

## Клубная карьера
Большую часть своей футбольной карьеры Месен провёл в коста-риканском клубе «Алахуэленсе».

## Международная карьера
Альваро Месен попадал в состав сборной Коста-Рики на 2-х Чемпионатах мира: 2002 и 2006 годов. Однако ни в одном из 6 матчей Коста-Рики на обоих турнирах он не провёл ни одной минуты, являясь на Чемпионате 2002 года дублёром голкипера и капитана сборной Эрика Лонниса, а в 2006 году — Хосе Порраса.